# Síndrome acrocalloso
El síndrome acrocalloso (también conocido como ACLS) es un raro síndrome autosómico recesivo que se caracteriza por agenesia del cuerpo calloso, polidactilia, múltiples rasgos dismórficos, retraso motor y mental así como otros síntomas. El síndrome fue descrito por primera vez por Albert Schinzel en 1979.
Se asocia con una mutación en GLI3, una proteína dedo de zinc.